# Рябов, Виктор Борисович
Виктор Борисович Рябов, по отцу — Хайкин (22 марта 1943, Чкалов — 7 июня 2021, Москва) — советский и российский театральный режиссёр и педагог. Заслуженный деятель искусств Российской Федерации (1993).

## Биография
Родился в городе Чкалове 22 марта 1943 года в эвакуации. Его отец Борис Эммануилович Хайкин на момент рождения сына был главным дирижёром Ленинградского театра оперы и балета им. С. М. Кирова (ныне Мариинский театр) и в том же 1943 году возглавил театр. В 1954 году Борис Хайкин стал главным дирижёром Большого театра. Мать Елена Даниловна Бубнова — помощник и секретарь Георгия Товстоногова в БДТ.
Учился в Ленинградском театральном институте на режиссёрском факультете у Г. А. Товстоногова (окончил в 1965 году). Работал режиссёром Ленинградского театра музыкальной комедии, в это же время преподавал актёрское мастерство на факультете музыкального театра в Институте театра, музыки и кинематографии.
В 1969 году стал режиссёром и помощником руководителя Московского государственного академического детского музыкального театра и сыграл важную роль в его развитии и становлении. Поставленные Виктором Борисовичем спектакли «Чудесный клад» Б. Ямпилова, «Левша» А. Александрова, «Максимка» Б. Терентьева, «Отважный трубач» и «Время таять снегам» А. Флярковского, «Маугли» и «Король лир» Ш. Чалаева, «Царевна-лягушка» И. Якушенко стали этапными для истории театра.
В 1996 году занял должность главного режиссёра театра, с 2010-х годов — заведующий музыкально-драматической частью театра. В репертуаре театра шло и идёт несколько постановок Виктора Рябова: «Евгений Онегин» П. И. Чайковского, «Сказка о царе Салтане» Н. А. Римского-Корсакова, «Снежная королева» А. Г. Флярковского, «Волшебник Изумрудного города» И. Якушенко, а также опера «Кошкин дом» А. Кулыгина, обращённая к самым маленьким зрителям. Является автором многих либретто детских опер совместно с Роксаной Сац-Карповой, в том числе под коллективным псевдонимом Р. В. Ровики.
Параллельно с режиссёрской деятельностью около 40 лет преподавал в ГИТИСе (первоначально как помощник Н. И. Сац), профессор. Возглавлял курс актёров музыкального театра ГИТИС на творческой базе Московского государственного академического детского музыкального театра им. Наталии Сац.
В 1993 году В. Б. Рябову было присвоено почётное звание заслуженного деятеля искусств Российской Федерации.
Являлся вице-президентом актёрского фонда имени И. М. Смоктуновского «Золотой Пеликан».
Скончался 7 июня 2021 года.

## Семья
Супруга — танцовщица хора имени Пятницкого, педагог балета Рябова Елена Михайловна. Дети — Рябов Михаил Викторович, Заостровцева Мария Викторовна, Рябова Анна Викторовна.